# Cholsan
Cholsan (Hán Việt: Thiết Sơn) là một huyện thuộc tỉnh Pyongan Bắc tại Cộng hòa Dân chủ Nhân dân Triều Tiên. Huyện bao gồm bán đảo Cholsan nhô ra Hoàng Hải. Cholsan giáp với Yomju và Tongrim ở phía bắc, và tất cả các mặt còn lại giáp biển.
Địa hình Cholsan chủ yếu là những ngọn đồi cao hiếm khi vượt quá 300 m; đỉnh cao nhất là Yondaesan có độ cao 393 m. Đảo ven bờ Kado có địa hình tương tự với đỉnh Yondaebong cao 335 m. Huyện có tổng cộng 28 đảo ven bờ, một vài trong số chúng không có cư dân sinh sống. Đường bờ biển của huyện dài 123 km và lên tới 265 km nếu tính cả các hòn đảo.
Cholsan có khí hậu đại dương tương đối ôn hòa và là nơi có mùa đông ấm áp nhất tại Pyongan Bắc. Nhiệt độ trung bình là 8,9 °C, trung bình tháng giêng là -7,9 °C và trung bình tháng 8 là 24 °C. Lượng mưa trung bình là 900 mm. 46% diện tích của huyện là rừng, chủ yếu là thông và sồi. 40% diện tích dùng để canh tác với các cây trồng chính như lúa gạo, ngô, đỗ tương. Nghề nuôi trai và đánh cá hiện diện ở khu vực ven biển.
Điểm thu hút du lịch trên địa bàn là quần đảo Pansong, được biết đến với phong cảnh đẹp và động Mason (마선굴). Hòn đảo Wondo là một khu bảo tồn thiên nhiên. Trên địa bàn huyện Cholsan có trường Công nghệ Tiến tiến Cholsan (철산고등전문학교).